# Лука (Хмельницький район)
Лука́ —  село в Україні, у Розсошанській сільській громаді Хмельницького району Хмельницької області. Населення становить 69 осіб.